# Ramanujansche g-Funktion und G-Funktion
Die Ramanujanschen Funktionen g und G zählen zu den elliptischen Funktionen. Sie wurden nach dem indischen Mathematiker Srinivasa Ramanujan (श्रीनिवास रामानुजन) benannt. Diese beiden G-Funktionen stehen mit der elliptischen Lambda-Funktion und der Jacobischen Thetafunktion in algebraischer Beziehung.

## Definition
Die Ramanujansche g-Funktion und die G-Funktion sind auf folgende Weise als unendliche Produkte definiert:
{\displaystyle g(x)={\frac {1}{\sqrt[{4}]{2}}}\exp \left({\frac {\pi }{24}}{\sqrt {x}}\right)\prod _{a=0}^{\infty }\{1-\exp[-(2a+1)\pi {\sqrt {x}}]\}={\frac {1}{\sqrt[{4}]{2}}}\exp \left({\frac {\pi }{24}}{\sqrt {x}}\right)[\exp(-\pi {\sqrt {x}});\exp(-2\pi {\sqrt {x}})]_{\infty }}
{\displaystyle G(x)={\frac {1}{\sqrt[{4}]{2}}}\exp \left({\frac {\pi }{24}}{\sqrt {x}}\right)\prod _{a=0}^{\infty }\{1+\exp[-(2a+1)\pi {\sqrt {x}}]\}={\frac {1}{\sqrt[{4}]{2}}}\exp \left({\frac {\pi }{24}}{\sqrt {x}}\right){\frac {[\exp(-2\pi {\sqrt {x}});\exp(-4\pi {\sqrt {x}})]_{\infty }}{[\exp(-\pi {\sqrt {x}});\exp(-2\pi {\sqrt {x}})]_{\infty }}}}
Bei den Ausdrücken mit den eckigen Klammern auf der rechten Seite sind hierbei die Pochhammer-Symbole dargestellt.
Deswegen lassen sich diese Funktionen auch über die Webersche Modulfunktion und die Dedekindsche Etafunktion definieren:
{\displaystyle g(x)=2^{-1/4}{\mathfrak {f}}_{1}(i{\sqrt {x}})=2^{-1/4}\,\eta ({\tfrac {1}{2}}i{\sqrt {x}})\,\eta (i{\sqrt {x}})^{-1}=}
{\displaystyle =2^{-1/4}{\biggl \{}\sum _{a=-\infty }^{\infty }(-1)^{a}\exp {\biggl [}-(6a+1)^{2}{\frac {\pi }{24}}{\sqrt {x}}{\biggr ]}{\biggr \}}{\biggl \{}\sum _{a=-\infty }^{\infty }(-1)^{a}\exp {\biggl [}-(6a+1)^{2}{\frac {\pi }{12}}{\sqrt {x}}{\biggr ]}{\biggr \}}^{-1}}
{\displaystyle G(x)=2^{1/4}{\mathfrak {f}}_{1}^{-1}(i{\sqrt {x}}){\mathfrak {f}}_{2}^{-1}(i{\sqrt {x}})=2^{-1/4}\,\eta ({\tfrac {1}{2}}i{\sqrt {x}})^{-1}\,\eta (i{\sqrt {x}})^{2}\,\eta (2i{\sqrt {x}})^{-1}}
Diese Summenformeln sind mit dem Pentagonalzahlensatz von den Produktformeln hergeleitet.
Alternativ können die Ramanujanschen Funktionen über die Jacobische Thetafunktion definiert werden:
{\displaystyle g(x)=2^{-1/12}\vartheta _{01}[0;\exp(-\pi {\sqrt {x}})]^{1/3}\vartheta _{10}[0;\exp(-\pi {\sqrt {x}})]^{-1/6}\vartheta _{00}[0;\exp(-\pi {\sqrt {x}})]^{-1/6}=}
{\displaystyle =2^{-1/4}\{\vartheta _{00}[{\tfrac {1}{12}}\pi ;\exp(-{\tfrac {1}{24}}\pi {\sqrt {x}})]-\vartheta _{00}[{\tfrac {5}{12}}\pi ;\exp(-{\tfrac {1}{24}}\pi {\sqrt {x}})]\}\{\vartheta _{00}[{\tfrac {1}{12}}\pi ;\exp(-{\tfrac {1}{12}}\pi {\sqrt {x}})]-\vartheta _{00}[{\tfrac {5}{12}}\pi ;\exp(-{\tfrac {1}{12}}\pi {\sqrt {x}})]\}^{-1}}
{\displaystyle G(x)=2^{-1/12}\vartheta _{00}[0;\exp(-\pi {\sqrt {x}})]^{1/3}\vartheta _{10}[0;\exp(-\pi {\sqrt {x}})]^{-1/6}\vartheta _{01}[0;\exp(-\pi {\sqrt {x}})]^{-1/6}}
Dabei gelten für die Thetafunktionen folgende Definitionen:
{\displaystyle \vartheta _{00}(y;z)=\prod _{n=1}^{\infty }(1-z^{2n})[1+2\cos(2y)z^{2n-1}+z^{4n-2}]}
{\displaystyle \vartheta _{01}(y;z)=\prod _{n=1}^{\infty }(1-z^{2n})[1-2\cos(2y)z^{2n-1}+z^{4n-2}]}
{\displaystyle \vartheta _{10}(y;z)=2z^{1/4}\cos(y)\prod _{n=1}^{\infty }(1-z^{2n})[1+2\cos(2y)z^{2n}+z^{4n}]}
Bei beiden Ramanujanschen Funktionen werden alle positiven x-Werte reellen positiven Werten zugeordnet. Die Funktion g(x) beginnt am Punkt g(x = 0) = 0. Für positive x-Werte ist die Funktion g(x) monoton steigend. Im Gegensatz dazu weist die Funktion G(x) ein relatives Minimum bei dem Wert G(x = 1) = 1 auf.
Generell zählen alle g-Funktionswerte und G-Funktionswerte von positiven rationalen Zahlen zur Menge der reellen positiven algebraischen Zahlen:
{\displaystyle g(x\in \mathbb {Q} ^{+})\in \mathbb {A} ^{+}}
{\displaystyle G(x\in \mathbb {Q} ^{+})\in \mathbb {A} ^{+}\geq 1}

## Umkehrfunktionen
Die Umkehrfunktionen zu den Ramanujanschen Funktionen können allein mit den Integralen algebraischer Funktionen dargestellt werden. Bei diesen Integralen handelt es sich um vollständige elliptische Integrale erster Art.
{\displaystyle g^{\langle -1\rangle }(x)=2{\biggl (}\int _{0}^{1}{\frac {x^{6}}{\sqrt {y^{4}+2{\sqrt {x^{24}+1}}\,y^{2}+1}}}\mathrm {d} y{\biggr )}^{2}{\biggl (}\int _{0}^{1}{\frac {1}{\sqrt {y^{4}+2{\sqrt {x^{-24}+1}}\,y^{2}+1}}}\mathrm {d} y{\biggr )}^{-2}}
{\displaystyle G^{\langle -1\rangle }(x)={\biggl (}\int _{0}^{1}{\frac {1}{\sqrt {y^{4}-2{\sqrt {-x^{-24}+1}}\,y^{2}+1}}}\mathrm {d} y{\biggr )}^{2}{\biggl (}\int _{0}^{1}{\frac {1}{\sqrt {y^{4}+2{\sqrt {-x^{-24}+1}}\,y^{2}+1}}}\mathrm {d} y{\biggr )}^{-2}}
Unter Verwendung des Ausdrucks K(x) für das vollständige elliptische Integral erster Art können diese Umkehrfunktionen auf folgende Weise formuliert werden:
{\displaystyle g^{\langle -1\rangle }(x)=K({\sqrt {2}}x^{6}{\sqrt {{\sqrt {x^{24}+1}}-x^{12}}})^{2}K({\sqrt {x^{24}+1}}-x^{12})^{-2}}
{\displaystyle G^{\langle -1\rangle }(x)=K{\biggl (}{\frac {1}{2}}{\sqrt {x^{-12}+1}}+{\frac {1}{2}}{\sqrt {-x^{-12}+1}}{\biggr )}^{2}K{\biggl (}{\frac {1}{2}}{\sqrt {x^{-12}+1}}-{\frac {1}{2}}{\sqrt {-x^{-12}+1}}{\biggr )}^{-2}}
Für die Umkehrfunktionen von den Funktionen g und G gelten folgende mathematische Sätze:
Wenn gilt: {\displaystyle g^{\langle -1\rangle }(x_{1}\in \mathbb {A} ^{+})\in \mathbb {A} ^{+}}, dann gilt: {\displaystyle g^{\langle -1\rangle }(x_{1}\in \mathbb {A} ^{+})\in \mathbb {Q} ^{+}}
Wenn gilt: {\displaystyle G^{\langle -1\rangle }(x_{2}\in \mathbb {A} ^{+})\in \mathbb {A} ^{+}}, dann gilt: {\displaystyle G^{\langle -1\rangle }(x_{2}\in \mathbb {A} ^{+})\in \mathbb {Q} ^{+}}

## Algebraische Beziehungen
Folgende Gleichungen gelten für die Ramanujanschen Funktionen:
{\displaystyle G(x)=2^{-1/8}g(x)^{-1/2}\left[{\sqrt {g(x)^{24}+1}}+g(x)^{12}\right]^{1/8}}
{\displaystyle [g(x)^{-24}g(1/x)^{-24}+8]^{2}=64[g(x)^{-24}+1][g(1/x)^{-24}+1]}
{\displaystyle G(x)=G(1/x)}
{\displaystyle g(x)g(4/x)=1}
{\displaystyle g(4x)=2^{1/4}g(x)G(x)}
{\displaystyle G(4x)={\sqrt {g(x)G(x)}}{\Bigl [}g(x)^{4}+G(x)^{4}{\Bigr ]}^{1/4}}
{\displaystyle g(9x)^{12}-g(x)^{12}=2{\sqrt {2}}g(x)^{9}g(9x)^{9}+2{\sqrt {2}}g(x)^{3}g(9x)^{3}}
{\displaystyle g(9x)=2^{-1/6}g(x)^{1/3}\left[{\sqrt {g(x)^{8}+1}}{\sqrt {2{\sqrt {g(x)^{16}-g(x)^{8}+1}}+2g(x)^{8}-1}}+g(x)^{8}+{\sqrt {g(x)^{16}-g(x)^{8}+1}}\right]^{1/3}}
Einige Theoreme für Vervielfachungen mit ungeraden Quadratzahlen werden nur durch Gleichungen beschrieben, bei welchen die Lösungen für den Allgemeinfall von g und G nicht elementar dargestellt werden können. Ein solches Beispiel sind die beiden unten abgebildeten Theoreme für die Verfünfundzwanzigfachung. Diese Gleichungen sechsten Grades haben quintische Resolventen in der Bring-Jerrard-Form, deren Allgemeinfall nicht elementar lösbar ist. Auch können die Jacobischen elliptischen Sinus-, Cosinus- und Delta-Funktionenswerte vom Fünftel des vollständigen elliptischen Integrals erster Ordnung für den Allgemeinfall des elliptischen Moduls auch nicht elementar dargestellt werden. Dies funktioniert jedoch sehr wohl für das Drittel und das Neuntel des vollständigen elliptischen Integrals erster Ordnung.
{\displaystyle g(25x)^{6}-g(x)^{6}=2g(x)^{5}g(25x)^{5}+2g(x)g(25x)}
{\displaystyle G(25x)^{6}+G(x)^{6}=2G(x)^{5}G(25x)^{5}-2G(x)G(25x)}
{\displaystyle g(49x)^{8}+g(x)^{8}-7g(x)^{4}g(49x)^{4}=2{\sqrt {2}}g(x)^{7}g(49x)^{7}+2{\sqrt {2}}g(x)g(49x)}
{\displaystyle G(49x)^{8}+G(x)^{8}+7G(x)^{4}G(49x)^{4}=2{\sqrt {2}}G(x)^{7}G(49x)^{7}+2{\sqrt {2}}G(x)G(49x)}
{\displaystyle g(121x)^{12}-g(x)^{12}=}
{\displaystyle =2{\sqrt {2}}g(x)g(121x)[g(x)^{2}g(121x)^{2}+1][g(x)^{4}g(121x)^{4}+3g(x)^{2}g(121x)^{2}+1][2g(x)^{4}g(121x)^{4}+3g(x)^{2}g(121x)^{2}+2]}
{\displaystyle [g(169x)^{2}-g(x)^{2}][g(169x)^{4}+g(x)^{4}-7g(x)^{2}g(169x)^{2}]\{[g(169x)^{2}-g(x)^{2}]^{4}-g(x)^{2}g(169x)^{2}[g(169x)^{2}+g(x)^{2}]^{2}\}=}
{\displaystyle =8g(x)^{13}g(169x)^{13}+8g(x)g(169x)}
Folgende Beziehungen gelten zur elliptischen Lambdafunktion:
{\displaystyle \lambda ^{*}(x)=\tan\{{\frac {1}{2}}\arctan[g(x)^{-12}]\}={\frac {1}{2}}g(x)^{-4}G(x)^{-8}={\sqrt {g(x)^{24}+1}}-g(x)^{12}}
{\displaystyle g(x)=\tan\{2\arctan[\lambda ^{*}(x)]\}^{-1/12}=[2\lambda ^{*}(x)]^{-1/12}[1-\lambda ^{*}(x)^{2}]^{1/12}}
{\displaystyle G(x)=\sin\{2\arcsin[\lambda ^{*}(x)]\}^{-1/12}=[2\lambda ^{*}(x)]^{-1/12}[1-\lambda ^{*}(x)^{2}]^{-1/24}}
{\displaystyle \lambda ^{*}(4x)={\biggl [}{\sqrt {{\sqrt {g(x)^{24}+1}}+1}}-g(x)^{6}{\biggr ]}^{2}{\biggl [}{\sqrt {{\sqrt {g(x)^{24}+1}}+1}}+g(x)^{6}{\biggr ]}^{-2}}
{\displaystyle \lambda ^{*}(9x)=\lambda ^{*}(x)^{3}\tan {\biggl \{}\arctan {\biggl [}{\sqrt {2{\sqrt {g(x)^{-16}-g(x)^{-8}+1}}-g(x)^{-8}+2}}+{\sqrt {g(x)^{-8}+1}}{\biggr ]}-{\frac {1}{4}}\pi {\biggr \}}^{4}}
{\displaystyle g(25x)=g(x)^{5}\left\langle \operatorname {nc} \{{\tfrac {4}{5}}K[\lambda ^{*}(x)];\lambda ^{*}(x)\}-\operatorname {nc} \{{\tfrac {2}{5}}K[\lambda ^{*}(x)];\lambda ^{*}(x)\}\right\rangle }
Dabei ist nc der Kehrwert der Jacobischen Funktion Cosinus Amplitudinis.

## Spezielle Werte
Werte der g-Funktion:
{\displaystyle g(1)=2^{-1/8}}
{\displaystyle g(2)=1}
{\displaystyle g(3)=2^{-1/6}(2+{\sqrt {3}})^{1/8}}
{\displaystyle g(4)=2^{1/8}}
{\displaystyle g(5)=2^{-1/4}({\sqrt {{\sqrt {5}}+1}}+{\sqrt {2}})^{1/4}}
{\displaystyle g(6)=({\sqrt {2}}+1)^{1/6}}
{\displaystyle g(7)=2^{-1/4}(8+3{\sqrt {7}})^{1/8}}
{\displaystyle g(8)=2^{1/8}({\sqrt {2}}+1)^{1/8}}
{\displaystyle g(9)=2^{-1/6}({\sqrt {3}}+1)^{1/12}({\sqrt {2}}+{\sqrt[{4}]{3}})^{1/4}}
{\displaystyle g(10)=2^{-1/2}({\sqrt {5}}+1)^{1/2}}
{\displaystyle g(14)={\frac {1}{2}}{\sqrt {3+{\sqrt {2}}}}+{\frac {1}{2}}{\sqrt {{\sqrt {2}}-1}}}
{\displaystyle g(18)=({\sqrt {3}}+{\sqrt {2}})^{1/3}}
{\displaystyle g(22)={\sqrt {{\sqrt {2}}+1}}}
{\displaystyle g(26)={\frac {1}{6}}{\sqrt {2{\sqrt {13}}-2}}({\sqrt {{\sqrt {3}}+{\sqrt {2}}}}{\sqrt[{6}]{3{\sqrt {3}}+{\sqrt {26}}}}-{\sqrt {{\sqrt {3}}-{\sqrt {2}}}}{\sqrt[{6}]{3{\sqrt {3}}-{\sqrt {26}}}})+{\frac {1}{3}}{\sqrt {{\sqrt {13}}+2}}}
{\displaystyle g(30)=({\sqrt {10}}+3)^{1/6}({\sqrt {5}}+2)^{1/6}}
{\displaystyle g(34)={\frac {1}{4}}{\sqrt {14+2{\sqrt {17}}}}+{\frac {1}{4}}{\sqrt {2{\sqrt {17}}-2}}}
{\displaystyle g(38)={\frac {1}{6}}{\sqrt {{\sqrt {2}}+1}}[({\sqrt {57}}+6{\sqrt {2}}-1){\sqrt[{3}]{3{\sqrt {57}}-16{\sqrt {2}}}}+({\sqrt {57}}-6{\sqrt {2}}+1){\sqrt[{3}]{3{\sqrt {57}}+16{\sqrt {2}}}}+2{\sqrt {2}}]}
{\displaystyle g(42)=(2{\sqrt {7}}+3{\sqrt {3}})^{1/6}(2{\sqrt {2}}+{\sqrt {7}})^{1/6}}
{\displaystyle g(46)={\frac {1}{2}}{\sqrt {5+{\sqrt {2}}}}+{\frac {1}{2}}{\sqrt {{\sqrt {2}}+1}}}
{\displaystyle g(50)={\frac {1}{144}}({\sqrt {5}}+1)[2{\sqrt[{12}]{5}}({\sqrt[{3}]{16+6{\sqrt {6}}}}+{\sqrt[{3}]{16-6{\sqrt {6}}}})+{\sqrt[{4}]{5}}(3-{\sqrt {5}})]^{2}-{\frac {1}{2}}}
{\displaystyle g(54)=[({\sqrt {2}}+1)^{3/2}+{\sqrt {2}}({\sqrt {2}}+1)^{7/6}+{\sqrt {2}}({\sqrt {2}}+1)^{5/6}]^{1/3}}
{\displaystyle g(58)={\frac {1}{2}}{\sqrt {2{\sqrt {29}}+10}}}
{\displaystyle g(62)={\frac {1}{4}}{\sqrt {9+5{\sqrt {2}}}}+{\frac {1}{4}}{\sqrt {{\sqrt {2}}+1}}+{\frac {1}{8}}{\sqrt {4-2{\sqrt {2}}}}({\sqrt {7+{\sqrt {31}}}}{\sqrt[{4}]{4{\sqrt {2}}+{\sqrt {31}}}}+{\sqrt {7-{\sqrt {31}}}}{\sqrt[{4}]{4{\sqrt {2}}-{\sqrt {31}}}})}
{\displaystyle g(66)={\frac {1}{2}}\left[2({\sqrt {2}}+1)({\sqrt {126+14{\sqrt {33}}-32{\sqrt {2}}}}+9+{\sqrt {33}}-2{\sqrt {2}}){\sqrt[{4}]{{\sqrt {33}}-4{\sqrt {2}}}}+2({\sqrt {2}}-1)({\sqrt {126+14{\sqrt {33}}+32{\sqrt {2}}}}+9+{\sqrt {33}}+2{\sqrt {2}}){\sqrt[{4}]{{\sqrt {33}}+4{\sqrt {2}}}}\right]^{1/3}}
{\displaystyle g(70)={\frac {1}{2}}({\sqrt {5}}+1){\sqrt {{\sqrt {2}}+1}}}
Der Wert g(74) ist quintisch radikal beschaffen. Folglich muss für die Ermittlung dieses Wertes eine Gleichung fünften Grades gelöst werden:
{\displaystyle g(74)^{5}+g(74)^{3}+g(74)-{\sqrt {{\sqrt {37}}+6}}\left[g(74)^{4}-g(74)^{2}+1\right]=0}
Werte der G-Funktion:
{\displaystyle G(1)=1}
{\displaystyle G(2)=2^{-1/8}({\sqrt {2}}+1)^{1/8}}
{\displaystyle G(3)=2^{1/12}}
{\displaystyle G(4)=2^{-3/16}({\sqrt {2}}+1)^{1/4}}
{\displaystyle G(5)=2^{-1/4}({\sqrt {5}}+1)^{1/4}}
{\displaystyle G(6)=2^{-1/8}(2+{\sqrt {3}})^{1/8}({\sqrt {3}}+{\sqrt {2}})^{1/8}({\sqrt {2}}+1)^{-1/12}}
{\displaystyle G(7)=2^{1/4}}
{\displaystyle G(8)=2^{-1/4}({\sqrt {2{\sqrt {2}}+2}}+2)^{1/8}({\sqrt {2}}+1+{\sqrt {2{\sqrt {2}}+2}})^{1/8}}
{\displaystyle G(9)=(2+{\sqrt {3}})^{1/6}}
{\displaystyle G(10)=2^{-3/8}({\sqrt {10}}+3)^{1/8}({\sqrt {5}}-1)^{1/4}({\sqrt {2}}+1)^{1/4}}
{\displaystyle G(11)=2^{-1/4}3^{-1}({\sqrt[{3}]{3{\sqrt {33}}+17}}-{\sqrt[{3}]{3{\sqrt {33}}-17}}+2)=2^{1/12}T_{TRI}^{1/3}=2^{-1/4}(T_{TRI}^{2}-T_{TRI})}
{\displaystyle G(13)=2^{-1/4}({\sqrt {13}}+3)^{1/4}}
{\displaystyle G(15)=2^{-1/12}({\sqrt {5}}+1)^{1/3}}
{\displaystyle G(17)={\frac {1}{4}}{\sqrt {10+2{\sqrt {17}}}}+{\frac {1}{4}}{\sqrt {2{\sqrt {17}}-6}}}
{\displaystyle G(19)=2^{-1/4}3^{-2/3}({\sqrt[{3}]{9+{\sqrt {57}}}}+{\sqrt[{3}]{9-{\sqrt {57}}}})={\tfrac {2}{3}}{\sqrt[{4}]{18}}\cosh[{\tfrac {1}{3}}\operatorname {arcosh} ({\tfrac {3}{4}}{\sqrt {6}})]}
{\displaystyle G(21)=2^{-1/12}(3+{\sqrt {7}})^{1/6}(2{\sqrt {7}}+3{\sqrt {3}})^{1/12}}
{\displaystyle G(23)=2^{-1/12}3^{-2/3}({\sqrt[{3}]{9+{\sqrt {69}}}}+{\sqrt[{3}]{9-{\sqrt {69}}}})={\tfrac {2}{3}}{\sqrt[{4}]{18}}\cosh[{\tfrac {1}{3}}\operatorname {arcosh} ({\tfrac {3}{2}}{\sqrt {3}})]=2^{1/4}\rho }
{\displaystyle G(25)={\frac {1}{2}}({\sqrt {5}}+1)}
{\displaystyle G(27)=2^{1/12}3^{-1/3}({\sqrt[{3}]{2}}+1)}
{\displaystyle G(29)=2^{-5/4}3^{-1}({\sqrt {29}}-5)^{1/4}[{\sqrt {29}}+3+({\sqrt {3}}+1){\sqrt[{3}]{2{\sqrt {29}}+6{\sqrt {3}}}}-({\sqrt {3}}-1){\sqrt[{3}]{2{\sqrt {29}}-6{\sqrt {3}}}}]}
{\displaystyle G(31)=2^{-3/4}3^{-1}({\sqrt[{3}]{116+12{\sqrt {93}}}}+{\sqrt[{3}]{116-12{\sqrt {93}}}}+2)={\tfrac {1}{2}}{\sqrt[{4}]{18}}\operatorname {csch} [{\tfrac {1}{3}}\operatorname {arsinh} ({\tfrac {3}{2}}{\sqrt {3}})]=2^{1/4}\psi }
{\displaystyle G(33)=(10+3{\sqrt {11}})^{1/12}(2+{\sqrt {3}})^{1/4}}
{\displaystyle G(35)=2^{-9/4}3^{-1}({\sqrt {5}}-1)[({\sqrt {7}}+{\sqrt {3}}){\sqrt[{3}]{{\sqrt {35}}+3{\sqrt {3}}}}+({\sqrt {7}}-{\sqrt {3}}){\sqrt[{3}]{{\sqrt {35}}-3{\sqrt {3}}}}]+2^{-1/4}3^{-1}({\sqrt {5}}+1)}
{\displaystyle G(37)=({\sqrt {37}}+6)^{1/4}}
{\displaystyle G(39)=2^{-13/12}({\sqrt {2{\sqrt {13}}+7}}+1)({\sqrt {13}}-3)^{1/3}}
{\displaystyle G(41)={\frac {1}{8}}{\sqrt {6{\sqrt {41}}+38}}+{\frac {1}{8}}{\sqrt {14-2{\sqrt {41}}}}+{\frac {1}{8}}{\sqrt[{4}]{40{\sqrt {41}}+8}}+{\frac {1}{8}}{\sqrt[{4}]{40{\sqrt {41}}-248}}}
{\displaystyle G(43)=2^{-1/4}3^{-1}({\sqrt[{3}]{35+3{\sqrt {129}}}}+{\sqrt[{3}]{35-3{\sqrt {129}}}}+2)={\tfrac {1}{4}}{\sqrt[{4}]{72}}\operatorname {csch} [{\tfrac {1}{3}}\operatorname {arsinh} ({\tfrac {3}{4}}{\sqrt {3}})]}
{\displaystyle G(45)=(4+{\sqrt {15}})^{1/6}({\sqrt {5}}+2)^{1/4}}
Der Wert G(47) ist quintisch radikal, der Wert G(71) sogar septisch radikal beschaffen.
{\displaystyle [2^{-1/4}G(47)]^{5}-[2^{-1/4}G(47)]^{3}-2[2^{-1/4}G(47)]^{2}-2[2^{-1/4}G(47)]-1=0}
Das Kürzel T_TRI steht für die Tribonacci-Konstante, das Kürzel ρ steht für die Plastische Zahl und das Kürzel ψ steht für die Supergoldene Zahl. Alle drei Konstanten sind die Lösungen von kubischen Gleichungen mit rationalen Koeffizienten an allen vier Gliedern:
| Konstante            | Algebraischer Ausdruck | Kubische Gleichung                                  |
| -------------------- | --- | --------------------------------------------------- |
| Tribonacci-Konstante | {\displaystyle T_{TRI}={\tfrac {1}{3}}{\sqrt[{3}]{19+3{\sqrt {33}}}}+{\tfrac {1}{3}}{\sqrt[{3}]{19-3{\sqrt {33}}}}+{\tfrac {1}{3}}}   | {\displaystyle T_{TRI}^{3}-T_{TRI}^{2}-T_{TRI}-1=0} |
| Plastische Zahl      | {\displaystyle \rho ={\tfrac {1}{6}}{\sqrt[{3}]{12}}({\sqrt[{3}]{9+{\sqrt {69}}}}+{\sqrt[{3}]{9-{\sqrt {69}}}})}                      | {\displaystyle \rho ^{3}-\rho -1=0}                 |
| Supergoldene Zahl    | {\displaystyle \psi ={\tfrac {1}{6}}{\sqrt[{3}]{116+12{\sqrt {93}}}}+{\tfrac {1}{6}}{\sqrt[{3}]{116-12{\sqrt {93}}}}+{\tfrac {1}{3}}} | {\displaystyle \psi ^{3}-\psi ^{2}-1=0}             |

## Kreiszahlformeln
Der Mathematiker Srinivasa Ramanujan erkannte, dass diese Formel für alle positiven x-Werte gültig ist:
{\displaystyle {\frac {1}{\pi }}=\sum _{k=0}^{\infty }{\frac {(4k)!}{(k!)^{4}}}{\biggl [}{\frac {g(x)^{12}}{8g(x)^{24}+8}}{\biggr ]}^{2k}{\biggl \{}{\frac {[1-\lambda ^{*}(x)^{2}]{\sqrt {x}}}{[1+\lambda ^{*}(x)^{2}]^{2}}}-{\frac {{\sqrt {x}}E[\lambda ^{*}(x)]}{[1+\lambda ^{*}(x)^{2}]K[\lambda ^{*}(x)]}}+{\frac {\pi }{4[1+\lambda ^{*}(x)^{2}]K[\lambda ^{*}(x)]^{2}}}+{\frac {k[g(x)^{24}-1]{\sqrt {x}}}{g(x)^{24}+1}}{\biggr \}}}
Für alle positiven rationalen x-Werte entstehen in den geschweiften Klammern stets algebraische Ausdrücke.
Bei dem Wert x = 58 entsteht die weltberühmte und rasant konvergierende von Ramanujan entdeckte Summenformel für den Kehrwert der Kreiszahl {\displaystyle \pi }:
{\displaystyle {\frac {1}{\pi }}=\sum _{k=0}^{\infty }{\frac {2{\sqrt {2}}(4k)!(1103+26390k)}{9801(k!)^{4}396^{4k}}}}
Bei dem Wert x = 22 entsteht diese ebenso sehr schnell konvergierende Summenformel:
{\displaystyle {\frac {1}{\pi }}=\sum _{k=0}^{\infty }{\frac {(4k)!(19+280k)}{18{\sqrt {11}}(k!)^{4}1584^{2k}}}}
Bei dem Wert x = 10 entsteht jene auch sehr schnell konvergierende Summenformel:
{\displaystyle {\frac {1}{\pi }}=\sum _{k=0}^{\infty }{\frac {2{\sqrt {2}}(4k)!(1+10k)}{9(k!)^{4}12^{4k}}}}